# OB Q
OB Q (tidligere Odense Q) er en dansk fodboldklub fra Odense for kvinder, der spiller i Gjensidige Kvindeligaen. Klubben blev grundlagt i 2016.
I sommeren 2023 fusionerede Odense Boldklub med 'Odense Q', og overtog dermed holdets licens i 1. division. En sæson efter, oprykkede holdet til Gjensidige Kvindeligaen.

## Historie
Holdet blev oprindelig etableret som kvindernes afdeling af Odense Boldklub. De rykkede op i topligaen i dansk kvindefodbold for første gang i 1989. Efter at holdet havde tabt finalen i DBU's Landspokalturnering i 1995 til Fortuna Hjørring, fik holdet oprejsning i 1998 ved at slå Fortuna i finalen og derved vinde deres første landspokalturnering. Odense BK vandt også pokalfinalen i 1999 og 2003, og danmarksmestertitlen i 2000 og 2001.
På grund af manglende støtte fra Odense Boldklub, besluttede holdet at bryde ud fra klubben og etablere en ny selvstændig kvindefodboldklub til Elitedivisionen 2016-17 sæsonen. Et nyt logo blev lavet, inspireret af Hans Christian Andersen's Den grimme ælling.
Den 29. juni 2023 blev klubben igen den officielle kvindeafdeling af Odense Boldklub. Odense Boldklub annoncerede på deres hjemmeside, at Odense Q ville blive en del af Odense Sport & Event og skifte navn til OB Q.

## Aktuel trup
Oversigten er opdateret til og med 21. august 2024
| Nr. | Land    | Position | Spiller               |
| --- | ------- | -------- | --------------------- |
| 1   | USA     | FO       | Cayla White           |
| 2   | Danmark | FO       | Julie Jensen          |
| 3   | Danmark | FO       | Emilie Henriksen      |
| 4   | Island  | FO       | Arna Rut Þráinsdóttir |
| 5   | Danmark | FO       | Sophie French         |
| 6   | Danmark | AN       | Ajla Habibovic        |
| 7   | Danmark | MI       | Dikte Bang            |
| 8   | USA     | MI       | Rylan Childers        |
| 9   | USA     | FO       | Madelyn Desiano       |
| 11  | USA     | FO       | Meaghan Nally         |
| 12  | Danmark | MI       | Isabella Klock-Jensen |
| 13  | Danmark | FO       | Björk Mølgaard        |
| 14  | USA     | MI       | Emily Gray            |

| Nr. | Land    | Position | Spiller                 |
| --- | ------- | -------- | ----------------------- |
| 15  | Danmark | AN       | Anna Bout               |
| 16  | USA     | FO       | Zoë Hasenauer           |
| 17  | Danmark | FO       | Louise Wadstrøm         |
| 18  | Danmark | MI       | Sille Kloock-Jensen     |
| 19  | Danmark | AN       | Anna Krog               |
| 20  | Danmark | AN       | Signe Boysen            |
| 21  | Danmark | MI       | Hannah Kirketorp-Madsen |
| 22  | Danmark | FO       | Ida Marie Jørgensen     |
| 23  | Danmark | MI       | Laura Pauli Jørgensen   |
| 24  | Danmark | FO       | Marie Holmgård Andersen |
| 25  | USA     | FO       | Lucy Roberts            |
| 30  | Danmark | MM       | Celine Toft             |
| 31  | Danmark | MM       | Ida Meilstrup Jensen    |

## Hæder
Som OB Odense:
- Elitedivisionen (2)
  - 2000, 2001
- DBU's Landspokalturnering for kvinder (3)
  - 1998, 1999, 2003